# Lavin
Lavin ([lɐˈvin]ⓘ) ist ein Dorf in der Fusionsgemeinde Zernez, die in der Region Engiadina Bassa/Val Müstair des Kantons Graubünden in der Schweiz liegt. Seit 2021 ist Lavin gemeinsam mit den Dörfern Guarda und Ardez Teil der internationalen Alpenvereinsinitiative Bergsteigerdörfer.
Bis am 31. Dezember 2014 war Lavin eine eigenständige politische Gemeinde. Am 1. Januar 2015 wurde sie mit der Gemeinde Susch in die Gemeinde Zernez eingegliedert. Lavin war einst Landsgemeindeort des ehemaligen Kreises Sur Tasna.

## Geographie

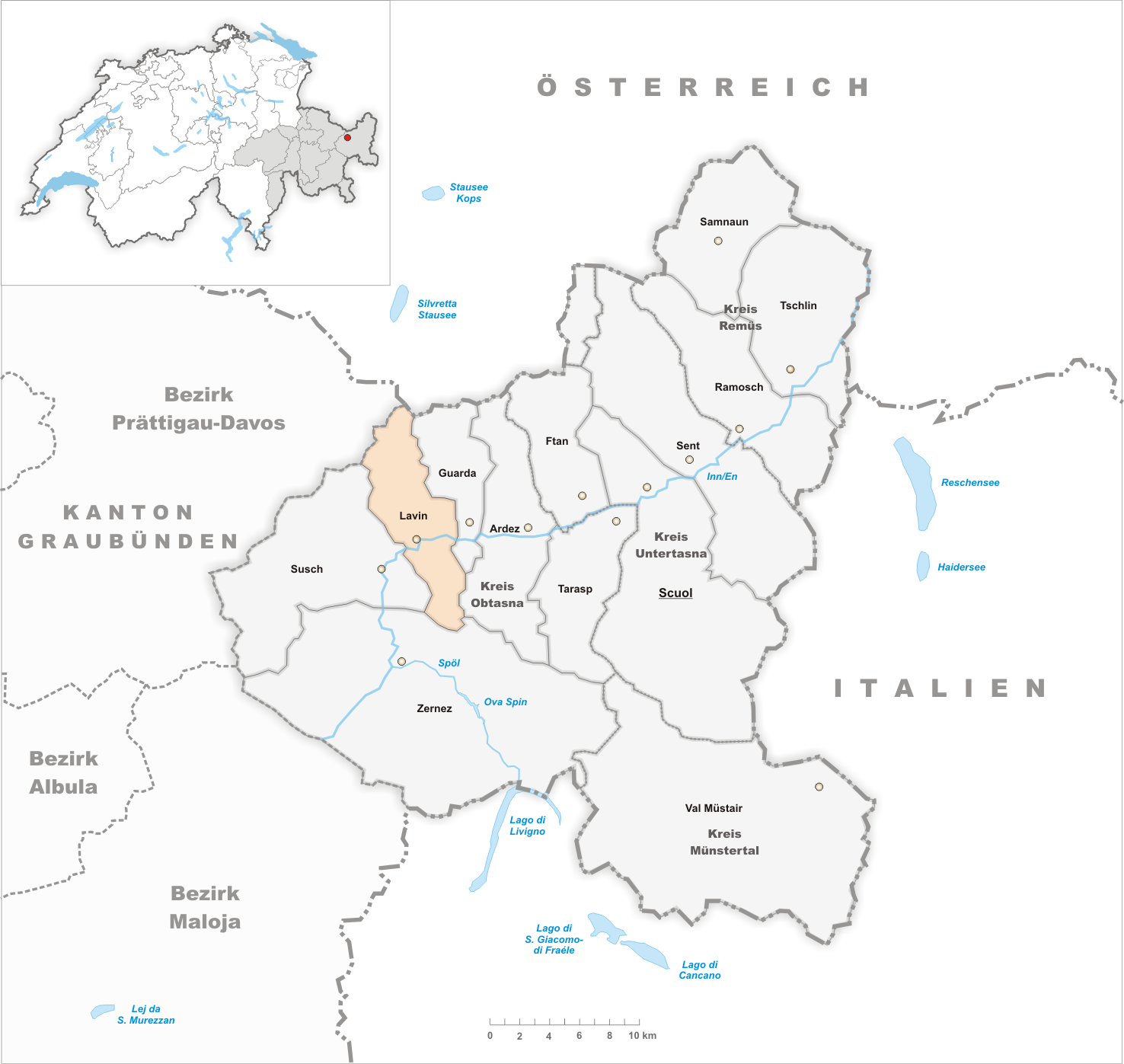
Gemeindestand vor der Fusion am 1. Januar 2015

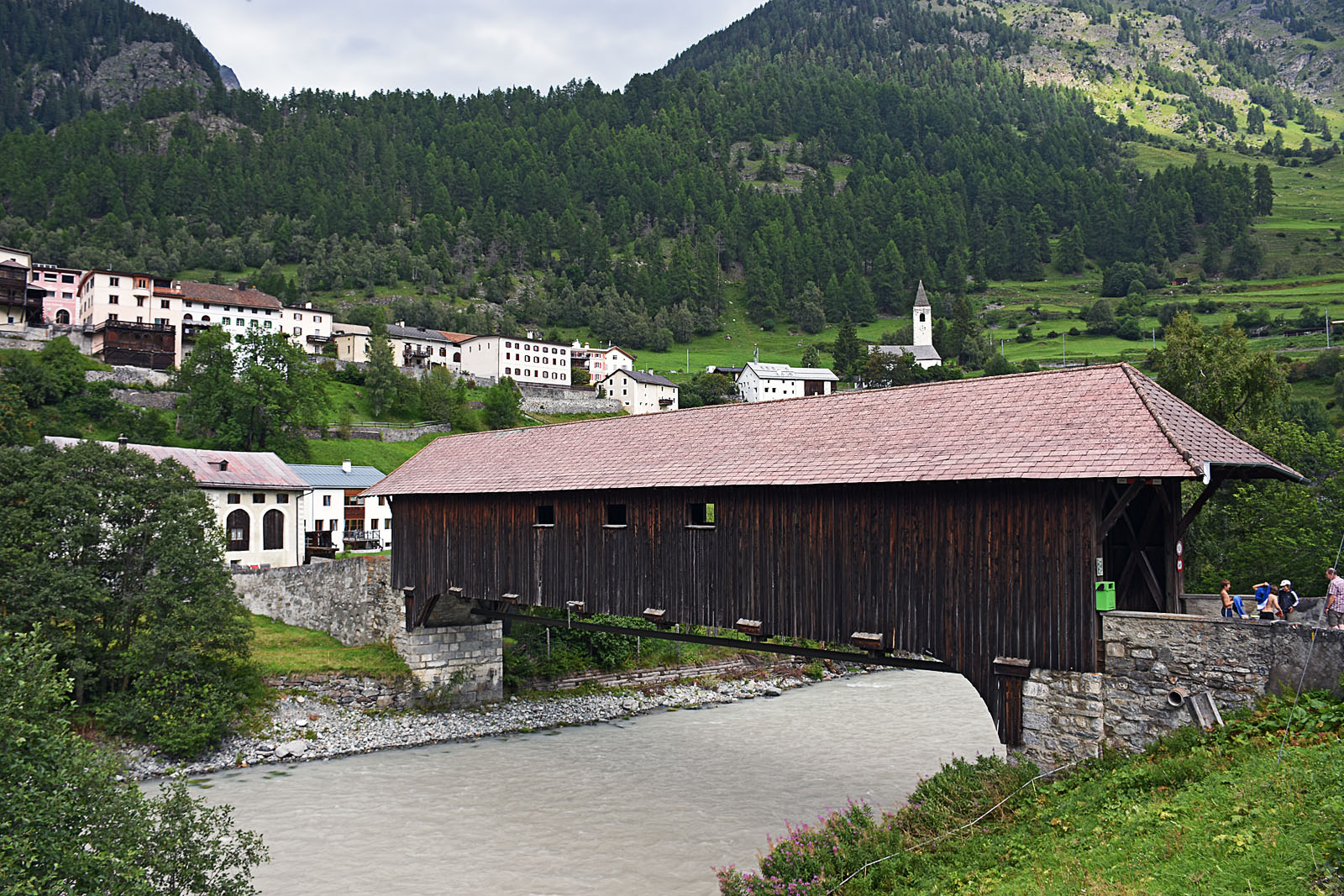
Gedeckte Holzbrücke in Lavin

Der Ort liegt auf einer Schotterterrasse rund 40 m linksseitig über dem Inn an der Ausmündung des Val Lavinuoz, das vom Lavinuoz entwässert wird, am Südostfuss des Piz Linard (3411 m). Vom gesamten ehemaligen Gemeindeareal von über 46 km² sind 2827 ha unproduktive Fläche, meist Gebirge. Weitere 917 ha können zwar landwirtschaftlich genutzt werden, sind aber grösstenteils Maiensässe. Nebst 29 ha Siedlungsfläche umfasst das ehemalige Gemeindegebiet 845 ha, die von Wald oder Gehölz bedeckt sind. Beliebt ist der Kulturwanderweg, bekannt als Unterengadiner Höhenweg, der von Lavin bis Scuol führt, und dessen Verlauf der historischen Talverbindung entspricht.

## Geschichte
Bei Las Muottas auf der Südseite des Inns fand Hans Conrad in den Jahren 1938/39 eine Siedlungsstelle, bei der Keramikfragmente und andere Fundstücke aus der mittleren Bronzezeit zu Tage gefördert wurden. Die Gegend wurde also bereits früh bewohnt. Das verlassene Dorf Gonda wurde erstmals 1160 erwähnt, die Kleinsiedlung Lavin ebenso im 12. Jahrhundert mit dem Namen Lawinis, in Anlehnung an den dortigen Seitenbach mit dem heutigen Namen Lavinuoz. Lavin entwickelte sich erst im 13. oder 14. Jahrhundert zum geschlossenen Dorf. Der schon um 1160 erwähnte Weiler Gonda ist seit dem 17. Jahrhundert Wüstung, aber seit 1983 restauriert. Bis 1325 war Lavin nach Ardez kirchgenössig, wurde danach kirchlich gemeinsam mit Susch betreut und ist seit 1422 eine eigene Pfarrei. 1480 bis 1500 wurde die Kirche San Georg (romanisch: San Güerg) mit bedeutenden spätgotischen Malereien errichtet, die 1529 überstrichen und erst 1955 bis 1956 anlässlich einer Renovation wieder freigelegt wurden. 1529 nahmen Lavin und der Nachbarort Guarda unter dem Wirken des Reformators Philipp Gallicius die Reformation an.
Ähnlich wie bei anderen Unterengadiner Gemeinden war der Bischof von Chur hier Landesherr im Verbund sich ständig wiederholender Machtkämpfe mit der Grafschaft Tirol. Lavin wurde 1499 und auch 1621/1622 während der Bündner Wirren von österreichischen Truppen zerstört und unter grossen Anstrengungen wieder aufgebaut. 1652 kaufte sich der Ort von der österreichischen Herrschaft los. Bis 1851 gehörte Lavin zur Gerichtsgemeinde Untertasna und war auch Landsgemeindeort des Kreises. Die Bewohner lebten von Viehwirtschaft, Getreidebau, Holzexport und Solddiensten. Am Lavinuozbach entstanden Gewerbebetriebe und Verhüttungsanlagen für die im 18. Jahrhundert geförderten Kupfer[erz]e.
1869 brannten 68 Häuser bei einem Dorfbrand nieder. Das Dorf hatte damals um die 300 Bewohner, die obdachlos wurden. Das heutige Dorfbild ist geprägt durch den nur teilweise erfolgten Wiederaufbau in neuer, grosszügiger Bauweise mit flachen Dächern. 1900 lebten noch 242 Personen in Lavin. 1913 erhielt das Dorf eine RhB-Station, die heute noch im Original die Reisenden erfreut. Nach dem Zweiten Weltkrieg nahm die Bevölkerung weiter ab, bis 1970 noch 155 Personen dort wohnten. 1971 wurde eine Umfahrungsstrasse gebaut. 1999 der Vereinatunnel der Rhätischen Bahn eröffnet, dessen Südportal Sagliains mit  einer Autoverladestation auf Laviner Boden liegt. Im Jahr 2000 arbeitete gut die Hälfte der Erwerbstätigen im dritten Sektor.

### Der Dorfbrand von 1869
Um 14.30 Uhr des 1. Oktobers 1869 brach im Haus des Lureng Bisatz ein Feuer aus; heute liegt hier die bekannte Bäckerei Giacometti. Ursache war ein defekter Telegraph. Vom heftigen Wind genährt, geriet innert einer Stunde der ganze Dorfteil nördlich des Lavinuoz-Baches in Brand. Verschont blieben nur die Kirche und zwei benachbarte Häuser. Das verschonte Haus Cuorat am Dorfbach hat noch eine echt gebliebenen Fassade, reiche Inschriften (1725) und aus der Bauzeit geschnitzte Pfetten am Giebel. Der Grossbrand ermöglichte den Neuaufbau des Dorfes dank vieler Zuwendungen. Das tragische Ereignis prägte die Dorfbewohner, sodass einzelne Familien emigrieren mussten.
Viele Männer waren damals an der Viehausstellung in Samedan; und die unzulänglich ausgerüstete Feuerwehr vermochte den Brand der Häuser mit leicht entflammbaren Holzschindeldächern in der verschachtelten Struktur des Dorfes aus dem 17. und 18. Jahrhundert nicht einzudämmen. 68 Häuser brannten vollständig nieder, drei ältere Bewohner kamen im Feuer um; gegen 300 Personen wurden obdachlos. Der Schaden betrug etwa 700'000 Franken, eine folgende Sammlung erbrachte 67'207 Schweizer Franken.
Am 20. März 1870 nahm die Gemeindeversammlung die dritte Fassung eines Wiederaufbauplans an. An Stelle der 68 abgebrannten Häuser sollte – vorwiegend von italienischen Arbeitern aus der Lombardei – nur etwa die Hälfte im italienischen Stil neu aufgebaut werden. Die neuen Bauvorschriften des Kantons bestimmten das grosszügige heutige Aussehen des neuen Dorfteils. Bezirksingenieur Rudolf von Albertini und Nicolaus Hartmann arbeiteten den Gestaltungsplan aus. Strassenbreiten von 4.5 bis 5 Metern, ein minimaler Gebäudeabstand von 6,2 Metern sowie Bestimmungen über Brandmauern, Kamine und Bedachungen sollten künftige Dorfbrände verhindern. Der italienische Architekt Giovanni Sottovia entwarf das Gemeindehaus und ein weiteres Gebäude.
Während des Zweiten Weltkriegs wurde das Dorf durch den Bau der Sperrstelle Lavin zu einer Festung.
Erstmals im Kanton Graubünden wurden in Lavin flache «Holzcementdächer» gebaut, die etwa zehnmal weniger Holz benötigen als die mit Holzschindeln gedeckten Satteldächer.

## Wappen
| Wappen von Lavin | Blasonierung: «In Schwarz eine silberne (weisse) Spitze belegt mit einem aufrechten schwarzen, rot bewehrten Steinbock» |
| Wappen von Lavin | Nach dem Gemeindestempel, dessen Motive für die Übernahme in das Wappen vereinfacht wurden.                             |

## Bevölkerung
| Bevölkerungsentwicklung | Bevölkerungsentwicklung | Bevölkerungsentwicklung | Bevölkerungsentwicklung | Bevölkerungsentwicklung | Bevölkerungsentwicklung | Bevölkerungsentwicklung | Bevölkerungsentwicklung | Bevölkerungsentwicklung |
| ----------------------- | ----------------------- | ----------------------- | ----------------------- | ----------------------- | ----------------------- | ----------------------- | ----------------------- | ----------------------- |
| Jahr                    | 1835                    | 1850                    | 1900                    | 1950                    | 1970                    | 1990                    | 2000                    | 2021                    |
| Einwohner               | 359                     | 367                     | 249                     | 242                     | 155                     | 184                     | 174                     | 230                     |

### Sprachen
Bereits im 19. Jahrhundert gab es eine kleine deutschsprachige Minderheit. Dennoch benutzt bis heute die grosse Mehrheit der Einwohner die bündnerromanische Mundart Vallader als Alltagssprache. Zwischen 1880 und 1941 blieb der romanischsprachige Bevölkerungsanteil unverändert (1880 83 %, 1941 83 %). In den letzten Jahrzehnten sank dieser nur um wenige Prozentpunkte. Gemeinde und Schule unterstützen das Romanische, welches 1990 von 91 % und 2000 von 86 % der Einwohnerschaft verstanden wird. Die Entwicklung der vergangenen Jahrzehnte zeigt untenstehende Tabelle:
| Sprachen      | Volkszählung 1980 | Volkszählung 1980 | Volkszählung 1990 | Volkszählung 1990 | Volkszählung 2000 | Volkszählung 2000 |
| Sprachen      | Anzahl            | Anteil            | Anzahl            | Anteil            | Anzahl            | Anteil            |
| ------------- | ----------------- | ----------------- | ----------------- | ----------------- | ----------------- | ----------------- |
| Deutsch       | 33                | 18,13 %           | 38                | 20,65 %           | 40                | 22,99 %           |
| Rätoromanisch | 147               | 80,77 %           | 145               | 78,80 %           | 132               | 75,86 %           |
| Einwohner     | 182               | 100 %             | 184               | 100 %             | 174               | 100 %             |

### Religionen und Konfessionen
Die Bürger des Orts wechselten bereits 1529 unter dem Einfluss des Bündner Reformators Philipp Gallicius zur protestantischen Lehre.

### Herkunft und Nationalität
Von den Ende 2010 220 Bewohnern waren 197 Schweizer Bürger.

## Politik
Der ehemalige Gemeinderat bestand aus fünf Personen. Der Gemeindepräsident war bis 2015 Linard Martinelli.

## Wirtschaft
Früher lebte die Bevölkerung von Viehzucht, Getreideanbau, Holzexport und von Solddiensten. Heutzutage ist die Landwirtschaft immer noch wichtig, jedoch arbeitet eine Mehrheit der Bevölkerung in Handwerks- und Dienstleistungsberufen. Zwei Hotels und einige Ferienwohnungen dienen einem sanften, nachhaltigen Tourismus mit Schwerpunkten Radfahren, Wandern und Langlaufen.

## Verkehr

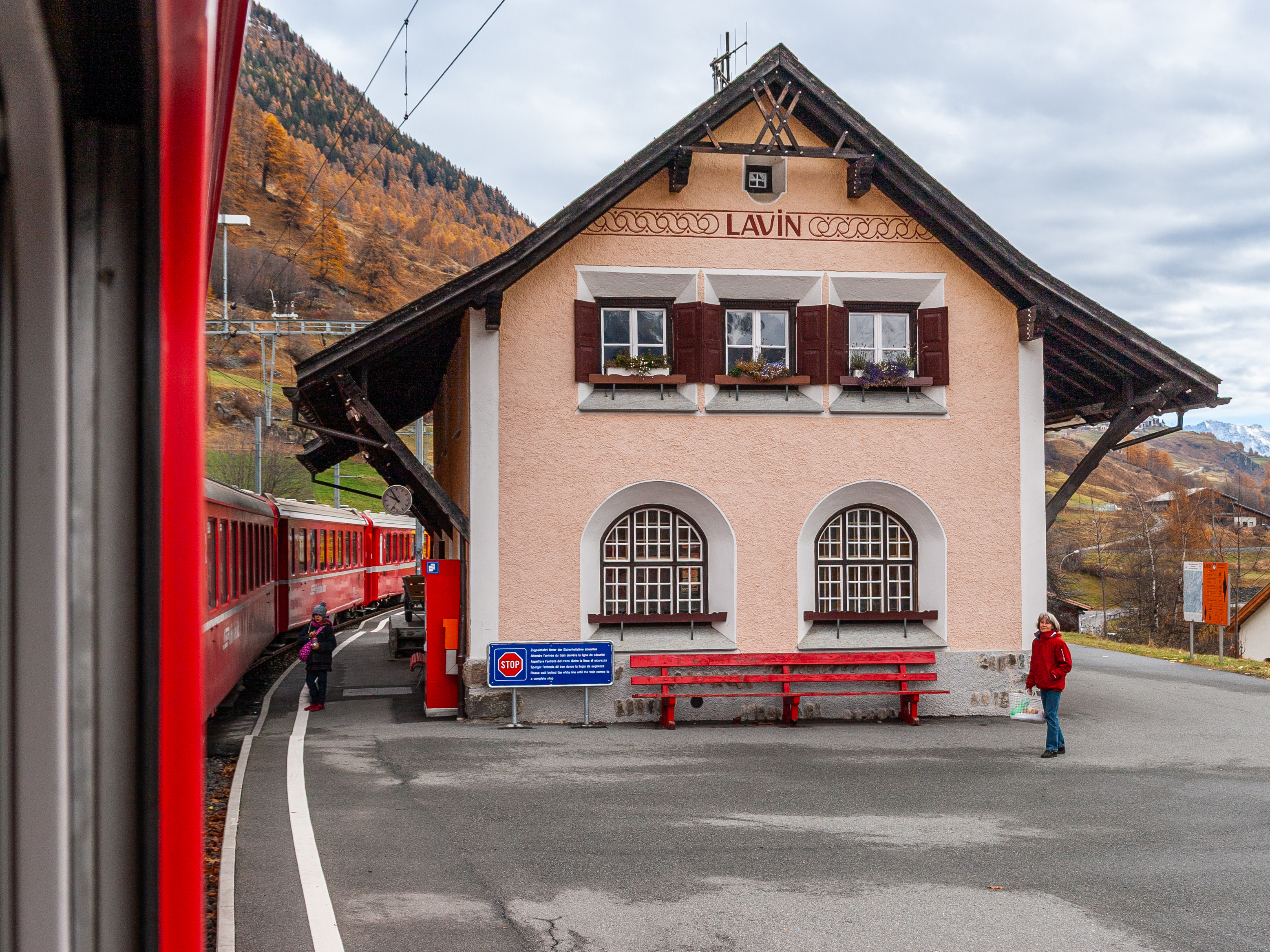
Bahnhof Lavin vor Erneuerung

Lavin liegt an den Bahnstrecken Scuol-Tarasp – Pontresina und Chur – Scuol-Tarasp der Rhätischen Bahn und an der Hauptstrasse 27 vom Engadin zur Landesgrenze und weiter nach Landeck in Tirol.

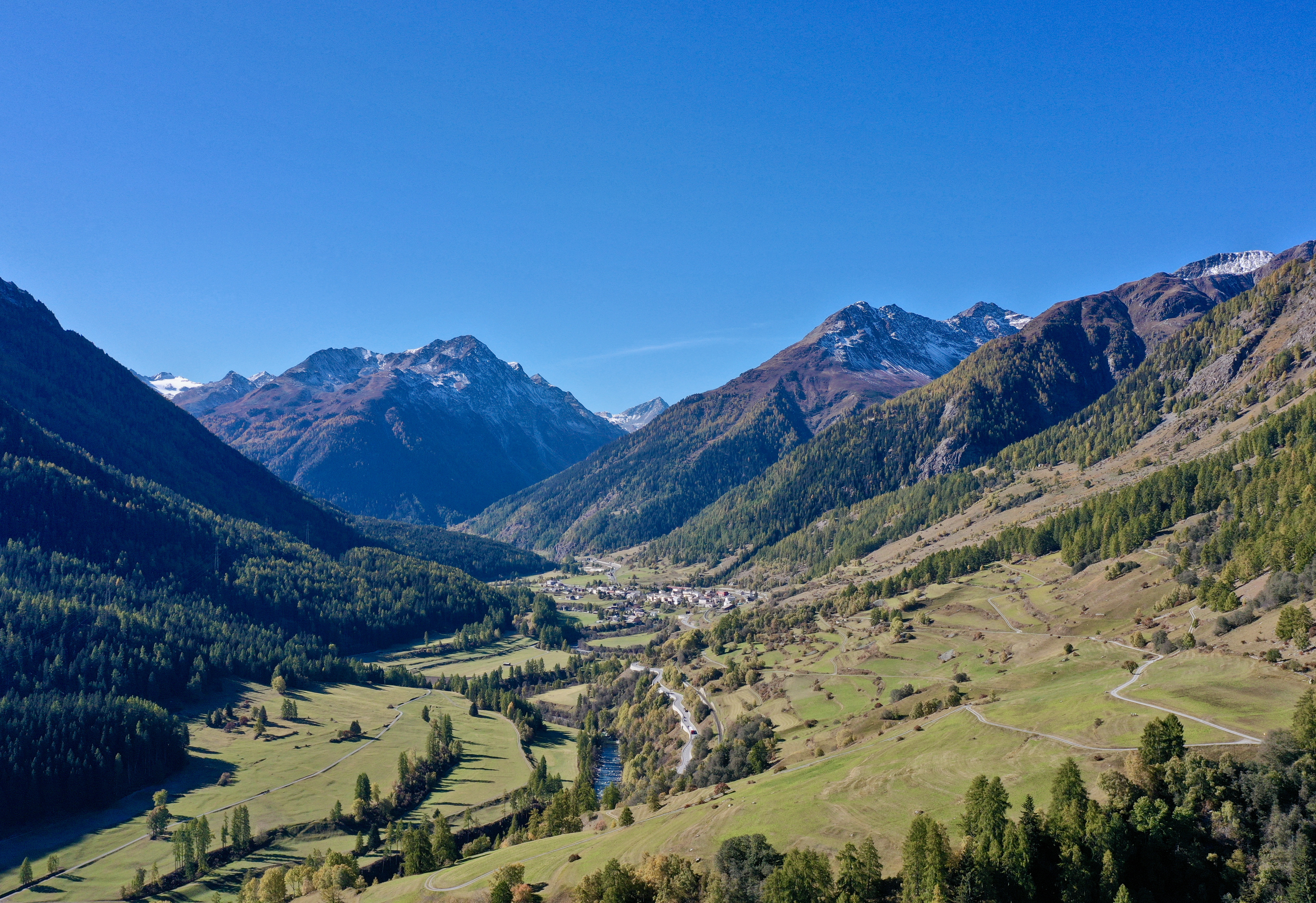
Lavin von Guarda gesehen
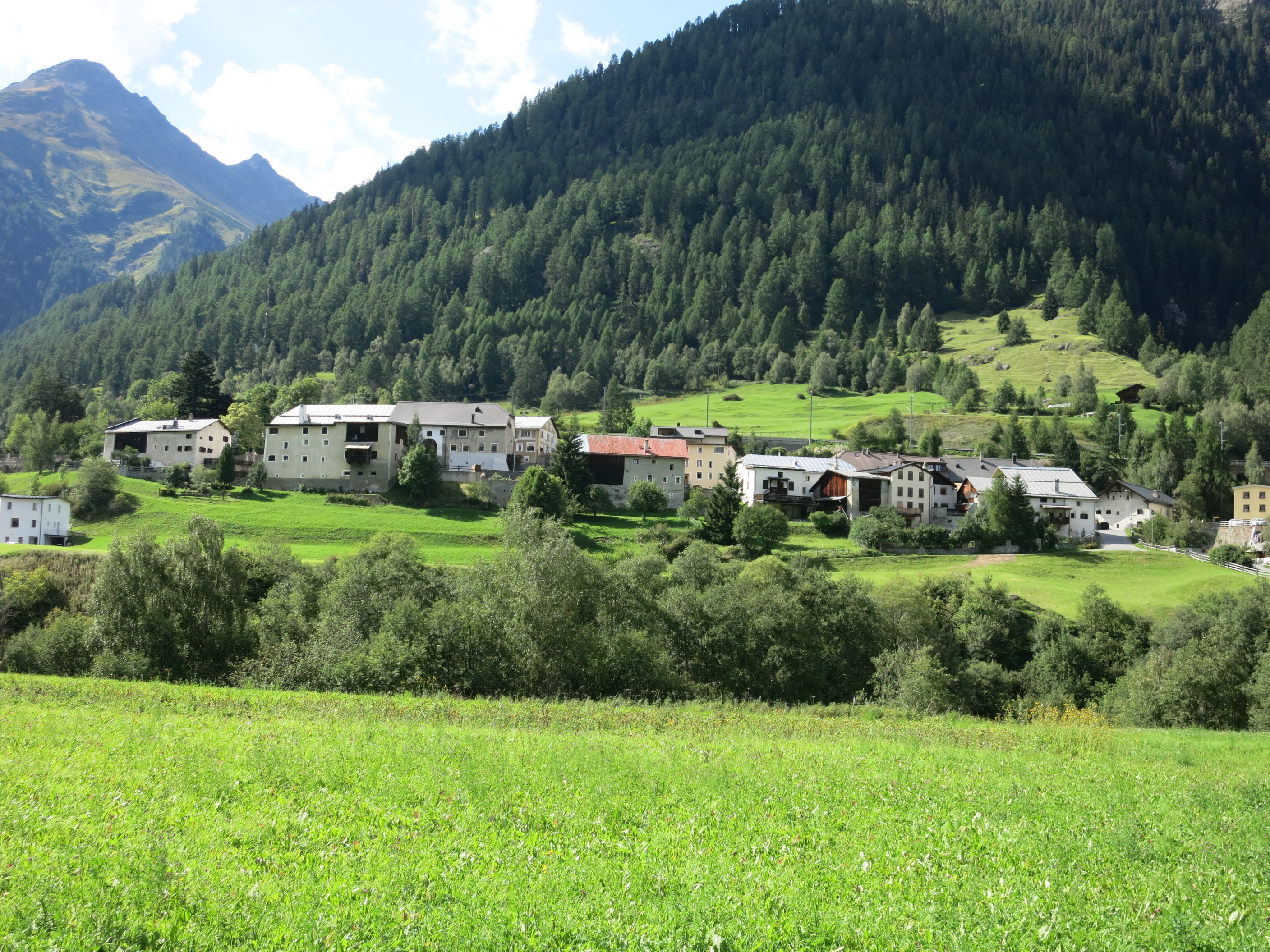
Lavin im Sommer – Sur Punt
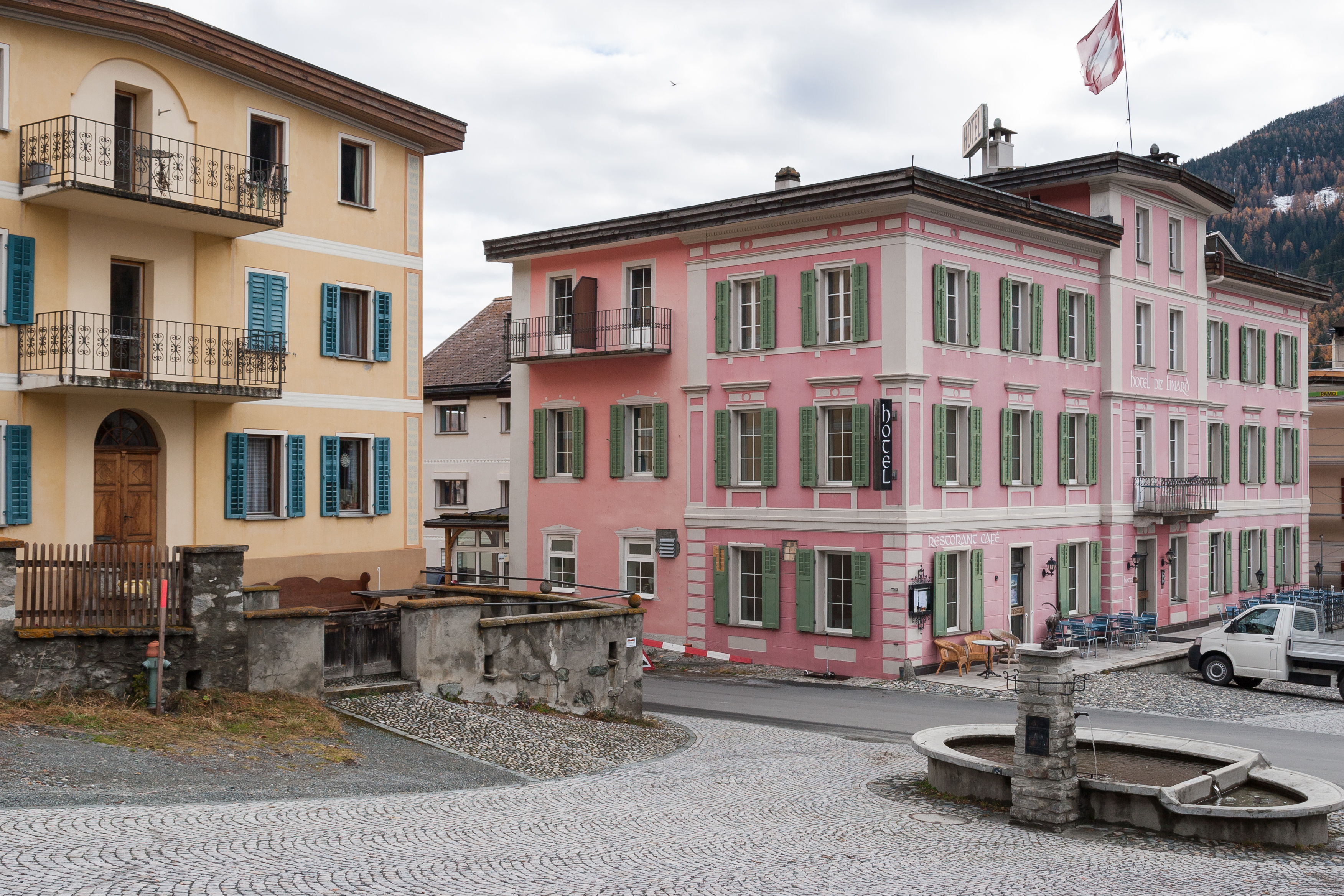
Hotel Piz Linard, erbaut 1869
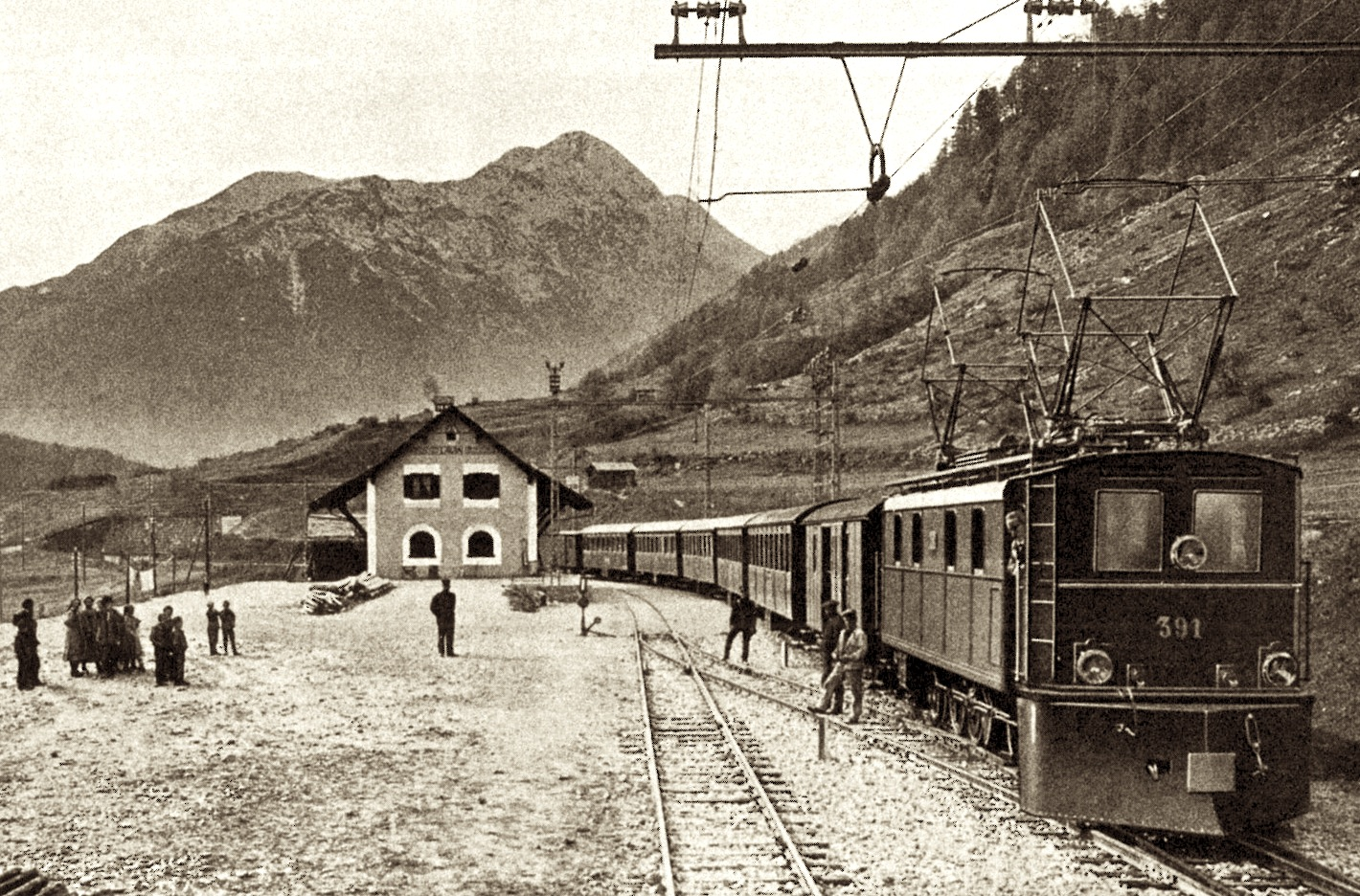
Bahnhof Lavin 1913
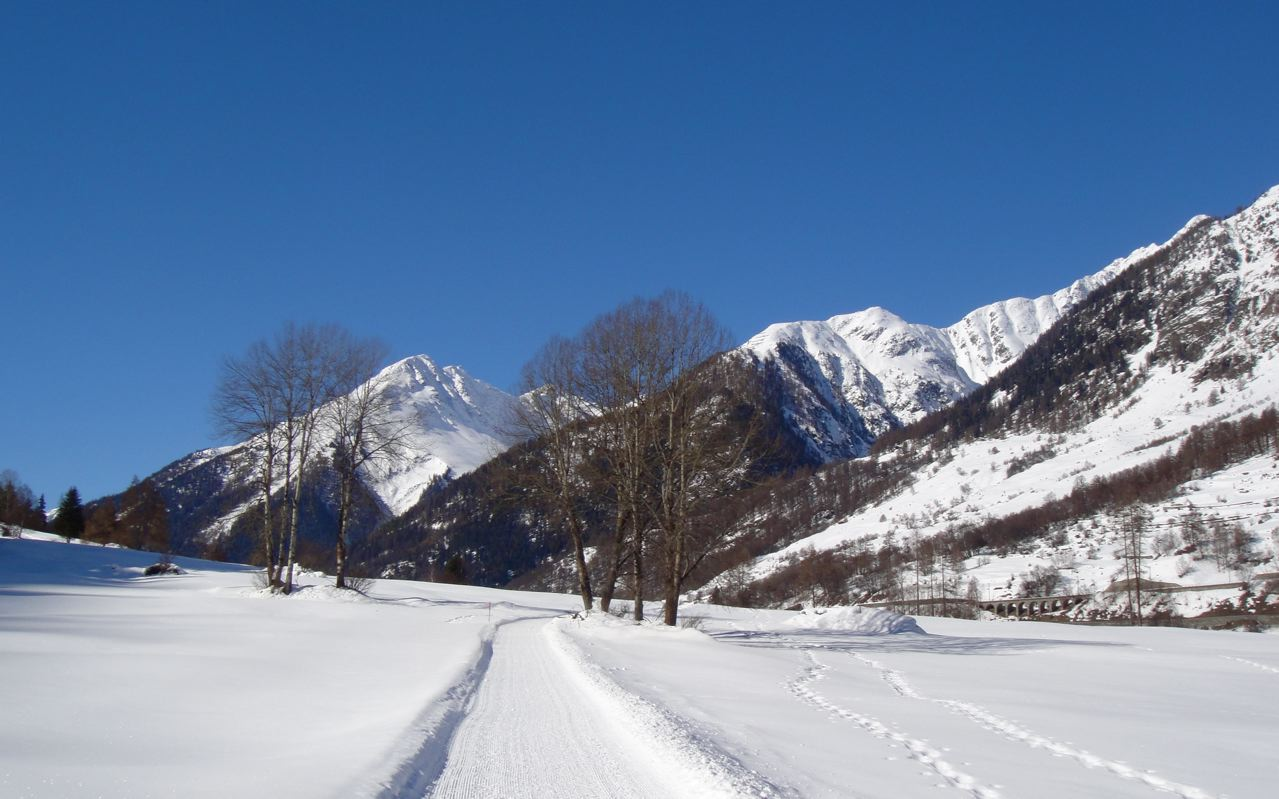
Winterliches Lavin am Inn
Historisches Luftbild von Werner Friedli vom 2. September 1947

## Sehenswürdigkeiten
- Die vom Brand verschonte Laviner Dorfkirche stammt aus der Spätgotik und beherbergt Fresken aus der Zeit der Spätgotik und Frührenaissance.
- Plazza gronda[3]
- Altes Schul- und Gemeindehaus[4]
- Auf dem Weg nach Guarda liegen die Ruinen von Gonda

## Kultur
In Lavin und im ganzen Engadin bestand einst eine lange Tradition der Produktion weiblicher Trachtenstickereien, der Verzierung von Wäschestücken und Decken aller Art, mit Vorliebe im Bündner Kreuzstich. Die wertvollsten Stücke werden heute in verschiedenen Museen aufbewahrt. Lavin besass um 1965 noch eine kunsthandwerkliche Werkstatt von Christian Buchli, der hochwertige Möbel mit Intarsien verzierte, der vom Naturfilmer Mic Feuerstein aus Schuls in einem ersten Film dokumentiert wurde.
In der Tradition der Übernamen der Engadiner Dörfer heissen die Einwohner Lavins ils stranglavachas (deutsch: «die Kuhwürger»).

## Persönlichkeiten
- Philipp Gallicius (1504–1566), Theologe, Reformator 1529 in Lavin und Kirchenlieddichter
- Bartholomäus Grass (1743–1815), reformierter Pfarrer und Schulreformer
- Oscar Peer (1928–2013), Schriftsteller und Philologe
- Peter Lorenz Steiner (1817–1862), Politiker, Dorfvorsteher, Schulrats-, Kreis- und Bezirksgerichtspräsident, Grossrat
- Tina Truog-Saluz (1882–1957), Schriftstellerin, Lyrikerin und Ehrenbürgerin von Lavin.

## Sonstiges
Die Seenplatte von Macun auf dem Gemeindegebiet von Lavin ist Teil des Schweizerischen Nationalparks.